# J. Keane
Pour les articles homonymes, voir Keane.
J.P. Keane (prénom inconnu) est un joueur de tennis australien du début du XXe siècle.
Il a notamment remporté les Internationaux d'Australie en 1909, en double messieurs (avec Ernie Parker) .

## Palmarès en Grand Chelem

### En double messieurs
|   | Date | Nom et lieu du tournoi                | Cat.      | ($) | Surf.        | Partenaire   | Finalistes                 | Score              |
| 1 | 1909 | Australasian Championships, Melbourne | G. Chelem |     | Herbe (ext.) | Ernie Parker | Tom Crooks Anthony Wilding | 1-6, 6-1, 6-1, 9-7 |